# Frank McAuliffe
Pour les articles homonymes, voir McAuliffe.
Frank McAuliffe, né le 3 décembre 1926 à New York et mort en 1986, est un écrivain américain, auteur de roman policier.

## Biographie
Fils d’immigrés irlandais, Frank McAuliffe est l'aîné de huit enfants. En 1956, il publie, sous le pseudonyme de Frank Malachi (ou Malachy, dans certaines éditions), un premier roman, Hot Town, appartenant au genre du western.  
En 1965, il crée le personnage d'Augustus Mandrell dans une série de novellas. Ce héros, un tueur à gages britannique, a fondé la société Mandrell & Co qui, après négociation financière sur sa rétribution, exécute des contrats pour des services secrets, des polices parallèles ou d'autres organisations des responsables de la pègre ou un ancien criminel de guerre. Aussi amoral que Fantômas, aussi distingué et rusé qu'Arsène Lupin, le personnage évolue dans des aventures enlevées et non dénuées d'humour. Le troisième volume de la série, For Murder I Charge More, a reçu le prix Edgar-Allan-Poe 1972 meilleur roman policier de poche et a été traduit en France dans la Série noire en deux volumes : Meurtre à la carte et Baseball & O.N.U.

## Œuvre

### SérieAugustus Mandrell
- Of All the Bloody Cheek, 1965
  - The Dr Sherrock Commission (située en Angleterre en 1939)
  - The Iranian Farmer Commission (située en Iran en 1942)
  - The General LaCorte Commission (située en France en 1944)
  - The Scotland Yard Commission (située en Angleterre et en France en 1945)
    - Un sacré culot, Série noire no 1050, 1966
      - Opération docteur Sherrock
      - Opération « cultivateur iranien »
      - Opération général La Corte
      - Opération Scotland Yard
- Rather a Vicious Gentleman, 1968
  - The Sealed Tomb Commission (située en Angleterre en 1947)
  - The Bullrusher Commission (située en Angleterre en 1946)
  - The American Mistress Commission (située en Angleterre en 1943)[2]
  - The Irish Monster Commission (située en Angleterre et en Irlande en 1941)
    - Un vilain monsieur, Série noire no 1297, 1968
      - L'Affaire de la tombe scellée
      - L'Affaire Bullrusher
      - L'Affaire du monstre d’Irlande
- For Murder I Charge More, 1971
  - The German Tourist Commission (située en Irlande en 1945)
  - The Hawaiian Volcano Commission (située en Irlande et aux États-Unis en 1945)
  - The Baseball Commission (située aux États-Unis en 1948)
  - The American Apple Pie Commission (située aux États-Unis 1950)
    - Meurtre à la carte, Série noire no 1485, 1972
      - L'Affaire du touriste allemand
      - L'Affaire du volcan hawaïen

    - Baseball & O.N.U., Série noire no 1495, 1972
      - L'Affaire du joueur de baseball
      - L'Affaire de l'ONU
- Shoot the President, Are You Mad ?, 2010

### Autre roman signé Frank McAuliffe
- The Bag Man, 1979

### Signé Frank Malachi (ou Malachy)
- Hot Town, 1956

## Prix
- Prix Edgar-Allan-Poe 1972 meilleur roman policier de poche pour For Murder I Charge More[3]

## Sources
- Claude Mesplède (dir.), Dictionnaire des littératures policières, vol. 2 : J - Z, Nantes, Joseph K, coll. « Temps noir », 2007, 1086 p. (ISBN 978-2-910686-45-1, OCLC 315873361), p. 243.
- Claude Mesplède, Les années "Série noire" : bibliographie critique d'une collection policière, vol. 3 : 1966-1972, Amiens, Editions Encrage, coll. « Travaux / 22 », 1994, 4 p. (ISBN 978-2-906389-53-3).